# Tapinillus caldensis
Tapinillus caldensis är en spindelart som först beskrevs av Garcia-Neto 1989.  Tapinillus caldensis ingår i släktet Tapinillus och familjen lospindlar. Inga underarter finns listade i Catalogue of Life.